# Coca-Cola Hellenic Bottling Company
Coca-Cola Hellenic Bottling Company S.A. (grec moderne : Coca-Cola Ελληνική Εταιρεία Εμφιαλώσεως) est le deuxième embouteilleur de Coca-Cola en importance. Coca-Cola Hellenic a été créé en août 2000 par la fusion de Hellenic Bottling Company S.A. avec Coca-Cola Beverages plc.
L'entreprise est présente dans 29 pays : la Grèce, Chypre, l'Irlande, l'Autriche, la Suisse, l'Italie, la Pologne, les Pays baltes, la République tchèque, la Slovénie, la Slovaquie, la Hongrie, la Croatie, la Russie, l'Ukraine, la Biélorussie, la Roumanie, le Monténégro, l'Arménie, la Bulgarie, la Serbie, la Bosnie-Herzégovine, la Macédoine et le Nigeria.
La compagnie est détenue à 23 % par le groupe Kar-Tess filiale du groupe David (Όμιλος Δαυίδ) d'Alki David (en), à 23 % par Coca-Cola et les 53,5 %  restant sont des actions flottantes. 

## Histoire
La société Hellenic Bottling Company S.A. a été créé en 1969 à Athènes selon les lois grecques avec une franchise de la The Coca-Cola Company pour la Grèce.
En août 2000, la Hellenic Bottling Company S.A achète les activités européennes de Coca-Cola Amatil, division nommée Coca-Cola Beverages Ltd et se rebaptisent Coca-Cola Hellenic Bottling Company S.A..
En octobre 2012, l'entreprise annonce la relocalisation de son siège social en Suisse et sa cotation à la bourse de Londres. C'est un coup majeur porté à la bourse d'Athènes, la HBC étant la plus importante société en valeur et les raisons sont liées à la dégradation de l'économie grecque (cf. Crise de la dette publique grecque)
Le 29 avril 2013, la nouvelle société suisse Coca-Cola HBC AG (“CCHBC AG”) est admise à la bourse de Londres. Le 11 septembre 2013, la société est cotée aux indices  FTSE 100 et au FTSE All-Share Index (en).
Le 24 juillet 2014, Coca-Cola HBC AG retire la cotation au American depositary receipt du New York Stock Exchange.
En octobre 2017, le CEO de Coca-Cola HBC AG, Dimitris Lois meurt des suites d'une longue maladie . Le 7 décembre 2017, Zoran Bogdanović est nommé nouveau CEO.
Le 18 février 2019, Coca-Cola HBC achète l’entreprise agroalimentaire serbe Bambi Banat Beograd pour 260 millions d'€,.
En juin 2021, Coca-Cola HBC annonce l'acquisition d'une participation de 30 % dans Caffè Vergnano, une entreprise italienne de distribution de café, pour un montant non dévoilé.

## Critiques
La Hellenic Bottling Company (HBC) a fait face à des critiques pour avoir maintenu ses opérations en Russie après l'invasion du pays en Ukraine en 2022. Malgré la pression mondiale pour qu'elle cesse ses activités en Russie, HBC est restée active dans le pays, ce qui a entraîné des appels au boycott et des réactions négatives. Cette controverse s'inscrit dans un débat plus large sur la question de savoir si les entreprises doivent continuer à faire des affaires dans les pays impliqués dans des conflits.